# Pyrilia aurantiocephala
Pyrilia aurantiocephala es una especie de ave de la familia Psittacidae.

## Distribución y hábitat
Es endémica de las cuencas del alto Tapajós y bajo Madeira, al oriente y centro de la Amazonia, en Brasil.
Sus hábitats naturales son: bosques subtropicales o tropicales húmedos de baja altitud.

## Identificación
Los individuos observados de esta especie de loro eran considerados como juveniles de Pyrilia vulturina debido a la coloración anaranjado de su cabeza calva. Sin embargo, cuando se descubrió que los individuos eran sexualmente maduros, fueron descritos como una nueva especie.
El loro calvo tiene plumaje predominantemente verde. Presenta cabeza calva, de color anaranjado a castaño. Como algunos miembros del género Pyrilia, tiene coberteras subalares rojas, que apenas son visibles cuando se posa, pero son muy visible en vuelo.